# Colima (stát)
Colima [kolima] je jeden ze 31 států Mexika. Zabírá plochu 5 191 km². Hraničí se státem Michoacán na jihu, se státem Jalisco na severu a na východě, a s Tichým oceánem na západě (pod správu státu Colima spadá i souostroví Revillagigedo – ostrovy Socorro, Clarión a další). Podle sčítání lidu v roce 2020 ve státě Colima žilo 731 391 obyvatel. Hlavní město nese stejný název jako stát, Colima.